# Ahn Jae-hyung

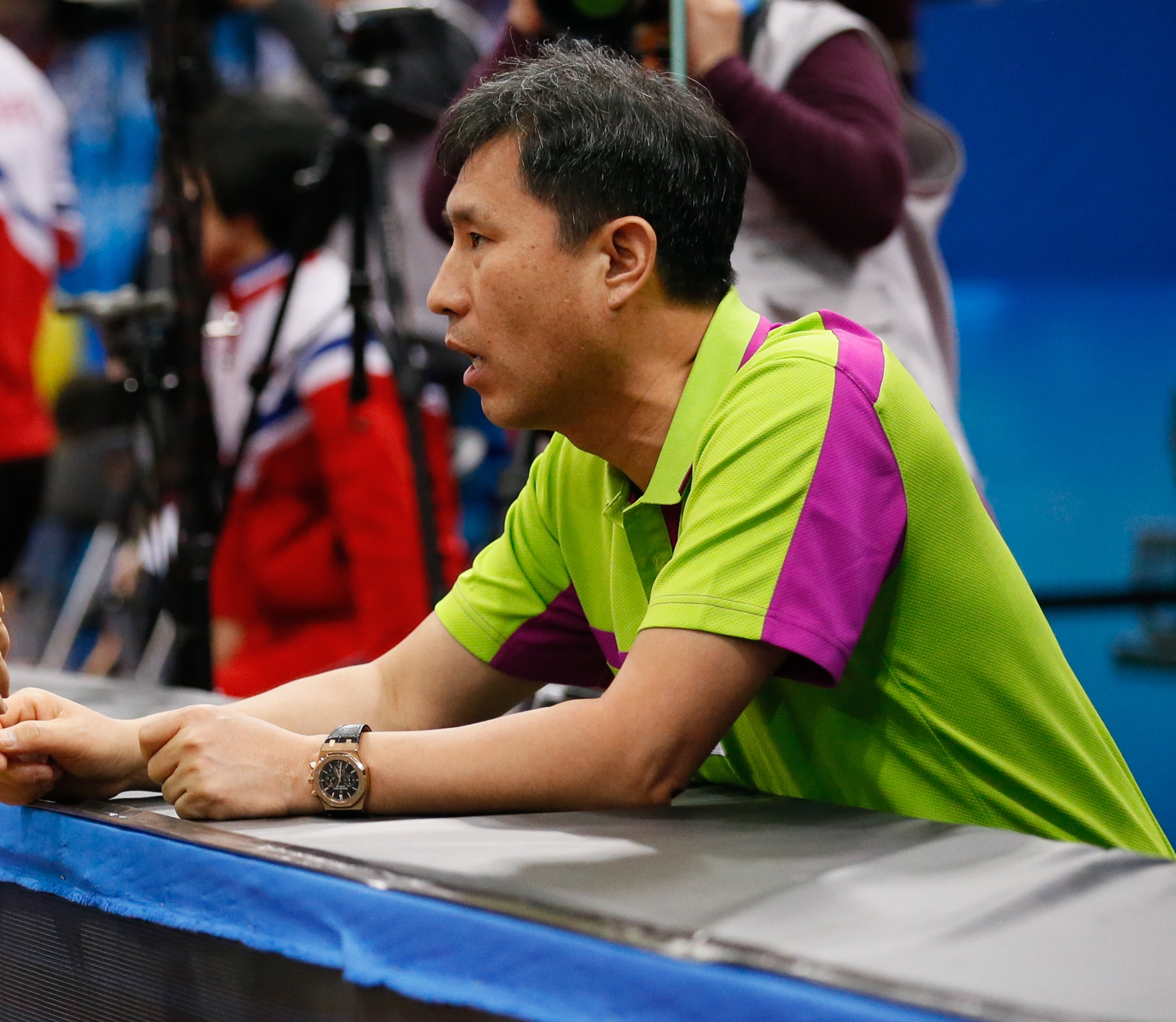
Ahn Jae-hyung in 2017

Ahn Jae-hyung (재형 안, 8 januari 1965) is een Zuid-Koreaans tafeltennisser. Toen op de Olympische Zomerspelen 1988 voor het eerst tafeltennis op het programma stond, pakte hij samen met zijn landgenoot Yoo Nam-kyu brons in het dubbelspeltoernooi. Een jaar eerder won de Zuid-Koreaan al twee bronzen medailles op de wereldkampioenschappen in New Delhi 1987.

## Sportieve loopbaan
Jae-hyung was van 1983 tot en met 1989 actief op internationale toernooien. Van de vier WK's waaraan hij in die tijd deelnam, was het evenement van '87 veruit zijn succesvolste voor wat betreft eremetaal. Hij greep hierop namelijk zijn enige WK-medailles, door samen met Yoo Nam-kyu derde te worden in het toernooi voor mannendubbels en samen met Yang Young-ja dezelfde prestatie neer te zetten bij de gemengde dubbels. Een jaar later voegde Jae-hyung een Olympische medaille aan zijn prijzenkast toe. In Seoel 1988 greep hij samen met Nam-kyu in eigen land brons in het dubbelspel, achter de Chinese winnaars Chen Longcan/ Wei Qingguang en het, toen nog Joegoslavische, duo Ilija Lupulesku/Zoran Primorac. Zijn enige internationale toernooiwinst boekte Jae-hyung op de Aziatische Spelen 1986. Met het Zuid-Koreaanse mannenteam won hij daarop goud in de landenwedstrijd.
Jae-hyung is getrouwd met de Chinese Jiao Zhimin, die ook actief was op de Olympische Spelen van 1988. Zij won daarop zilver in het enkel- en brons in het dubbelspel.